# آنچه بالا می‌رود
آنچه بالا می‌رود (به انگلیسی: What Goes Up) فیلمی محصول سال ۲۰۰۹ و به کارگردانی جاناتان گاتزر است. در این فیلم بازیگرانی همچون استیو کوگان، هیلاری داف، اولیویا ترلبی، مالی شنون، جاش پک، مانوئل اوخدا، مالی پرایس، سارا لیند، فرانسیسکو گاتورنو و آنخلیکا ریورا ایفای نقش کرده‌اند.